# Canterbury (region)
Canterbury (maor. Waitaha) – region administracyjny na nowozelandzkiej Wyspie Południowej. Populacja wynosi 539 436 mieszkańców (2013). Głównym miastem jest Christchurch.
Region dzieli się na 9 dystryktów:
- Hurunui
- Waimakariri
- Christchurch
- Selwyn
- Ashburton
- Timaru
- Mackenzie
- Waimate
- Waitaki